# Mesoendothyridae
Mesoendothyridae es una familia de foraminíferos bentónicos de la superfamilia Loftusioidea, del suborden Loftusiina y del orden Loftusiida. Su rango cronoestratigráfico abarca desde el Ladeniense (Triásico medio) hasta el Portlandiense (Jurásico superior).

## Discusión
Clasificaciones previas incluían Mesoendothyridae en el suborden Textulariina o en el orden Textulariida o en el Orden Lituolida.

## Clasificación
Mesoendothyridae incluye a las siguientes subfamilias y géneros:
- Subfamilia Mesoendothyrinae
  - Audienusina †
  - Mesoendothyra †
- Subfamilia Planiseptinae
  - Paleomayncina †
  - Planisepta †

Otros autores incluyen en Mesoendothyridae además a las siguientes subfamilias y géneros:
- Subfamilia Orbitopsellinae, tradicionalmente incluido en la familia Orbitopsellidae
  - Cyclorbitopsella †
  - Orbitammina †
  - Orbitopsella †
- Subfamilia Labyrinthininae, tradicionalmente incluido en la familia Orbitopsellidae
  - Labyrinthina †
- Subfamilia Levantellininae, tradicionalmente incluido en la familia Levantellinidae
  - Levantinella †

Otro género considerado en Mesoendothyridae es:
- Coskinolinopsis † de la subfamilia Orbitopsellinae, aceptado como Orbitopsella